# Kill My Mind
"Kill My Mind" é uma música do cantor e compositor inglês Louis Tomlinson. Foi lançado em 5 de setembro de 2019, como o segundo single de seu próximo álbum de estreia, Walls.

## Vídeo musical
O clipe foi lançado em 13 de setembro de 2019. O vídeo mostra o cantor em um show, banhado por uma luz vermelha, enquanto mostra uma garota que é levada da plateia para passear com um motoqueiro. O fim do clipe tem um ar de mistério, deixando a ideia de abertura para uma sequência de novos trabalhos Tomlinson.

## Recepção
Rob Copsey, da Official Charts Company, escreveu que Tomlinson "soa mais confiante e confortável até agora" em "Kill My Mind", e acrescentou que há "algo muito pop-indie-virado-dos-noughties" sobre ele. Lindsey Smith, do iHeartRadio, descreveu a música como uma "faixa de influência punk com guitarras pesadas e bateria", e achou que "realmente mostra seu talento e capacidade de executar diferentes gêneros sem esforço".